# Tom Mastny
Tom Mastny, né le 4 février 1981 à Bontang en Indonésie, est un joueur américain de baseball qui évolue dans la Ligue majeure de baseball avec les Cleveland Indians entre 2006 et 2008. Né américain de parents américains en Indonésie, il grandit dans l'Indiana. Il est toutefois présenté comme un indonésien par certains médias américains cherchant à internationaliser au maximum les effectifs des franchises MLB. Il est toutefois le premier natif d'Indonésie à devenir un joueur de la Ligue majeure de baseball. Il joue depuis 2009 dans le championnat japonais, aux Yokohama BayStars.

## Carrière

### Scolaire et universitaire
Natif d'Indonésie de parents américains, Tom Mastny grandi aux États-Unis à Zionsville (Indiana) où il porte les couleurs de son lycée, le Zionsville High School.
Il joue en universitaire comme lanceur partant à la Furman University. En 2003, il est désigné meilleur lanceur de la Southern Conference. 

### Professionnelle
Drafté en 2003 par les Toronto Blue Jays, Mastny complète sa formation au sein des clubs-écoles de cette organisation. Il passe chez les Cleveland Indians en décembre 2004 et est reconverti en lanceur de relève au début de la saison 2005.
Mastny fait ses débuts en ligue majeure le 30 juillet 2006 et prend part aux séries éliminatoires de la fin de saison 2007.
Il rejoint le championnat japonais et les Yokohama BayStars à l'issue de la saison 2008.

## Statistiques
- En saison régulière

| Saison     | Équipe    | Ligue | G  | V | D | SV | IP   | SO | ERA   |
| ---------- | --------- | ----- | -- | - | - | -- | ---- | -- | ----- |
| 2006       | Cleveland | MLB   | 15 | 0 | 1 | 5  | 16,3 | 14 | 5,51  |
| 2007       | Cleveland | MLB   | 51 | 7 | 2 | 0  | 57,7 | 52 | 4,68  |
| 2008       | Cleveland | MLB   | 14 | 2 | 2 | 0  | 20,0 | 19 | 10,80 |
| Totaux MLB |           |       | 80 | 9 | 5 | 5  | 94   | 85 | 6,13  |

- En play-offs

| Saison     | Équipe    | Ligue | G | V | D | SV | IP  | SO | ERA  |
| ---------- | --------- | ----- | - | - | - | -- | --- | -- | ---- |
| 2007       | Cleveland | MLB   | 3 | 1 | 0 | 0  | 4,2 | 3  | 0,00 |
| Totaux MLB |           |       | 3 | 1 | 0 | 0  | 4,2 | 3  | 0,00 |